# 白萩川
白萩川（しらはぎがわ）は、富山県中新川郡上市町を流れる川で、早月川の支流。

## 概要
剱岳を流域としており、西側に下って行き、馬場島で立山川と合流し早月川となる。白萩川は旧白萩村及び現在の上市町白萩地区の地名の由来となっている。
地名の由来は、流域の山のピーク名である白兀(しらはげ)に当て字が当てられたものと考えられる。藩政時代から呼ばれている名
。

## 防災
護岸堤防において、景観保護と費用節約の観点から河原の転石が利用された。

## 生態
魚津水族館による2011年の調査では、確認された魚類はニッコウイワナ一種のみであった。早月川水系では放流はなされていないので天然物と考えられる。

## 地理

### 支流
- 東仙人谷 - 仙人谷の地名は仙人温泉に行く時に通る道だったことの名残とされる。
- 中仙人谷
- 西仙人谷
- 池ノ谷 -「行けない谷」が地名の由来とされる。
  - 左俣
  - 右俣
- ブナクラ谷 - 毛勝三山の猫又山登山口となっている。
  - 大ブナクラ谷
  - 小ブナクラ谷
- 大出し